# اولنورمه
اولنورمه (به لاتین: Ülenurme) یک منطقهٔ مسکونی در استونی است که در دهستان اولنورمه واقع شده‌است. اولنورمه ۱٬۵۷۴ نفر جمعیت دارد.